# 21.ª etapa de la Vuelta a España 2024
La 21.ª etapa de la Vuelta a España 2024 tuvo lugar el 8 de septiembre de 2024 y consistió en una etapa de contrarreloj individual con inicio en el Distrito Telefónica y final en Madrid, sobre un recorrido de 24,6 km. Esta fue ganada por el suizo Stefan Küng del Groupama-FDJ, el esloveno Primož Roglič del Red Bull-BORA-hansgrohe terminó la carrera como líder de la clasificación general.

## Clasificación de la etapa[2]
| Distrito Telefónica - Madrid | contrarreloj individual | (24,6 km) |

| \| Clasificación de la etapa \| Clasificación de la etapa \| Clasificación de la etapa \| Clasificación de la etapa \| Clasificación de la etapa \| \| Ciclista \| Ciclista \| Equipo \| Tiempo \| \| \| ------------------------- \| ------------------------- \| -------------------------- \| ------------------------- \| ------------------------- \| \| 1.º \| Stefan Küng \| Groupama-FDJ \| 26 min 28 s \| \| \| 2.º \| Primož Roglič \| Red Bull-Bora-Hansgrohe \| + 30 s \| \| \| 3.º \| Mattia Cattaneo \| Soudal Quick-Step \| + 41 s \| \| \| 4.º \| Filippo Baroncini \| UAE Team Emirates \| + 43 s \| \| \| 5.º \| Mauro Schmid \| Team Jayco AlUla \| + 46 s \| \| \| 6.º \| Mathias Vacek \| Lidl-Trek \| + 52 s \| \| \| 7.º \| Victor Campenaerts \| Lotto Dstny \| + 54 s \| \| \| 8.º \| Mattias Skjelmose \| Lidl-Trek \| + 1 min 01 s \| \| \| 9.º \| Harry Sweeny \| EF Education-EasyPost \| + 1 min 02 s \| \| \| 10.º \| Bruno Armirail \| Decathlon-AG2R La Mondiale \| + 1 min 03 s \| \| |                    |                            |              |
| |                    |                            |              |
| Fuente: ProCyclingStats |                    |                            |              |
| Clasificación de la etapa |                    |                            |              |
| Ciclista | Ciclista           | Equipo                     | Tiempo       |
| 1.º | Stefan Küng        | Groupama-FDJ               | 26 min 28 s  |
| 2.º | Primož Roglič      | Red Bull-Bora-Hansgrohe    | + 30 s       |
| 3.º | Mattia Cattaneo    | Soudal Quick-Step          | + 41 s       |
| 4.º | Filippo Baroncini  | UAE Team Emirates          | + 43 s       |
| 5.º | Mauro Schmid       | Team Jayco AlUla           | + 46 s       |
| 6.º | Mathias Vacek      | Lidl-Trek                  | + 52 s       |
| 7.º | Victor Campenaerts | Lotto Dstny                | + 54 s       |
| 8.º | Mattias Skjelmose  | Lidl-Trek                  | + 1 min 01 s |
| 9.º | Harry Sweeny       | EF Education-EasyPost      | + 1 min 02 s |
| 10.º | Bruno Armirail     | Decathlon-AG2R La Mondiale | + 1 min 03 s |

## Clasificaciones al final de la etapa

### Clasificación general[3]
| \| Clasificación general \| Clasificación general \| Clasificación general \| Clasificación general \| Clasificación general \| \| Ciclista \| Ciclista \| Equipo \| Tiempo \| \| \| --------------------- \| --------------------- \| -------------------------- \| --------------------- \| --------------------- \| \| 1.º \| Primož Roglič \| Red Bull-Bora-Hansgrohe \| 81 h 49 min 18 s \| \| \| 2.º \| Ben O'Connor \| Decathlon-AG2R La Mondiale \| + 2 min 36 s \| \| \| 3.º \| Enric Mas \| Movistar Team \| + 3 min 13 s \| \| \| 4.º \| Richard Carapaz \| EF Education-EasyPost \| + 4 min 02 s \| \| \| 5.º \| Mattias Skjelmose \| Lidl-Trek \| + 5 min 49 s \| \| \| 6.º \| David Gaudu \| Groupama-FDJ \| + 6 min 32 s \| \| \| 7.º \| Florian Lipowitz \| Red Bull-Bora-Hansgrohe \| + 7 min 05 s \| \| \| 8.º \| Mikel Landa \| Soudal Quick-Step \| + 8 min 48 s \| \| \| 9.º \| Pavel Sivakov \| UAE Team Emirates \| + 10 min 04 s \| \| \| 10.º \| Carlos Rodríguez \| Ineos Grenadiers \| + 11 min 19 s \| \| \| 11.º \| Edward Dunbar \| Team Jayco AlUla \| + 14 min 40 s \| \| \| 12.º \| Adam Yates \| UAE Team Emirates \| + 15 min 40 s \| \| \| 13.º \| Cristián Rodríguez \| Arkéa-B&B Hotels \| + 1 min 58 s \| \| \| 14.º \| Sepp Kuss \| Team Visma \\| Lease a Bike \| + 20 min 25 s \| \| \| 15.º \| Guillaume Martin \| Cofidis \| + 31 min 04 s \| \| \| 16.º \| Lorenzo Fortunato \| Astana Qazaqstan Team \| + 37 min 23 s \| \| \| 17.º \| José Félix Parra \| Equipo Kern Pharma \| + 51 min 33 s \| \| \| 18.º \| Aleksandr Vlásov \| Red Bull-Bora-Hansgrohe \| + 55 min 05 s \| \| \| 19.º \| Steven Kruijswijk \| Team Visma \\| Lease a Bike \| + 1 h 01 min 53 s \| \| \| 20.º \| Clément Berthet \| Decathlon-AG2R La Mondiale \| + 1 h 04 min 13 s \| \| |                    |                            |                   |
| |                    |                            |                   |
| Fuente: ProCyclingStats |                    |                            |                   |
| Clasificación general |                    |                            |                   |
| Ciclista | Ciclista           | Equipo                     | Tiempo            |
| 1.º | Primož Roglič      | Red Bull-Bora-Hansgrohe    | 81 h 49 min 18 s  |
| 2.º | Ben O'Connor       | Decathlon-AG2R La Mondiale | + 2 min 36 s      |
| 3.º | Enric Mas          | Movistar Team              | + 3 min 13 s      |
| 4.º | Richard Carapaz    | EF Education-EasyPost      | + 4 min 02 s      |
| 5.º | Mattias Skjelmose  | Lidl-Trek                  | + 5 min 49 s      |
| 6.º | David Gaudu        | Groupama-FDJ               | + 6 min 32 s      |
| 7.º | Florian Lipowitz   | Red Bull-Bora-Hansgrohe    | + 7 min 05 s      |
| 8.º | Mikel Landa        | Soudal Quick-Step          | + 8 min 48 s      |
| 9.º | Pavel Sivakov      | UAE Team Emirates          | + 10 min 04 s     |
| 10.º | Carlos Rodríguez   | Ineos Grenadiers           | + 11 min 19 s     |
| 11.º | Edward Dunbar      | Team Jayco AlUla           | + 14 min 40 s     |
| 12.º | Adam Yates         | UAE Team Emirates          | + 15 min 40 s     |
| 13.º | Cristián Rodríguez | Arkéa-B&B Hotels           | + 1 min 58 s      |
| 14.º | Sepp Kuss          | Team Visma \| Lease a Bike | + 20 min 25 s     |
| 15.º | Guillaume Martin   | Cofidis                    | + 31 min 04 s     |
| 16.º | Lorenzo Fortunato  | Astana Qazaqstan Team      | + 37 min 23 s     |
| 17.º | José Félix Parra   | Equipo Kern Pharma         | + 51 min 33 s     |
| 18.º | Aleksandr Vlásov   | Red Bull-Bora-Hansgrohe    | + 55 min 05 s     |
| 19.º | Steven Kruijswijk  | Team Visma \| Lease a Bike | + 1 h 01 min 53 s |
| 20.º | Clément Berthet    | Decathlon-AG2R La Mondiale | + 1 h 04 min 13 s |

### Clasificación por puntos[4]
| Clasificación por puntos | Clasificación por puntos | Clasificación por puntos  | Clasificación por puntos | Clasificación por puntos |
| Ciclista                 | Ciclista                 | Equipo                    | Puntos                   |                          |
| ------------------------ | ------------------------ | ------------------------- | ------------------------ | ------------------------ |
| 1.º                      | Kaden Groves             | Alpecin-Deceuninck        | 226 pts                  |                          |
| 2.º                      | Primož Roglič            | Red Bull-Bora-Hansgrohe   | 140 pts                  |                          |
| 3.º                      | Max Poole                | Team dsm-firmenich PostNL | 118 pts                  |                          |
| 4.º                      | Pablo Castrillo          | Equipo Kern Pharma        | 117 pts                  |                          |
| 5.º                      | Mathias Vacek            | Lidl-Trek                 | 110 pts                  |                          |
| 6.º                      | Pavel Bittner            | Team dsm-firmenich PostNL | 106 pts                  |                          |
| 7.º                      | Enric Mas                | Movistar Team             | 102 pts                  |                          |
| 8.º                      | Mauro Schmid             | Team Jayco AlUla          | 100 pts                  |                          |
| 9.º                      | Stefan Küng              | Groupama-FDJ              | 99 pts                   |                          |
| 10.º                     | Marc Soler               | UAE Team Emirates         | 98 pts                   |                          |

### Clasificación de la montaña[5]
| Clasificación de la montaña | Clasificación de la montaña | Clasificación de la montaña | Clasificación de la montaña | Clasificación de la montaña |
| Ciclista                    | Ciclista                    | Equipo                      | Puntos                      |                             |
| --------------------------- | --------------------------- | --------------------------- | --------------------------- | --------------------------- |
| 1.º                         | Jay Vine                    | UAE Team Emirates           | 78 pts                      |                             |
| 2.º                         | Marc Soler                  | UAE Team Emirates           | 76 pts                      |                             |
| 3.º                         | Pablo Castrillo             | Equipo Kern Pharma          | 43 pts                      |                             |
| 4.º                         | Primož Roglič               | Red Bull-Bora-Hansgrohe     | 32 pts                      |                             |
| 5.º                         | Marco Frigo                 | Israel-Premier Tech         | 32 pts                      |                             |
| 6.º                         | Enric Mas                   | Movistar Team               | 28 pts                      |                             |
| 7.º                         | Filippo Zana                | Team Jayco AlUla            | 27 pts                      |                             |
| 8.º                         | Pavel Sivakov               | UAE Team Emirates           | 26 pts                      |                             |
| 9.º                         | Aleksandr Vlásov            | Red Bull-Bora-Hansgrohe     | 25 pts                      |                             |
| 10.º                        | David Gaudu                 | Groupama-FDJ                | 24 pts                      |                             |

### Clasificación de los jóvenes[6]
| Clasificación del mejor joven | Clasificación del mejor joven | Clasificación del mejor joven | Clasificación del mejor joven | Clasificación del mejor joven |
| Ciclista                      | Ciclista                      | Equipo                        | Tiempo                        |                               |
| ----------------------------- | ----------------------------- | ----------------------------- | ----------------------------- | ----------------------------- |
| 1.º                           | Mattias Skjelmose             | Lidl-Trek                     | 81 h 55 min 07 s              |                               |
| 2.º                           | Florian Lipowitz              | Red Bull-Bora-Hansgrohe       | + 1 min 16 s                  |                               |
| 3.º                           | Carlos Rodríguez              | Ineos Grenadiers              | + 5 min 30 s                  |                               |
| 4.º                           | Matthew Riccitello            | Israel-Premier Tech           | + 1 h 40 min 48 s             |                               |
| 5.º                           | Max Poole                     | Team dsm-firmenich PostNL     | + 1 h 50 min 46 s             |                               |
| 6.º                           | Isaac Del Toro                | UAE Team Emirates             | + 1 h 51 min 38 s             |                               |
| 7.º                           | Giovanni Aleotti              | Red Bull-Bora-Hansgrohe       | + 1 h 54 min 14 s             |                               |
| 8.º                           | William Junior Lecerf         | Soudal Quick-Step             | + 2 h 09 min 35 s             |                               |
| 9.º                           | Valentin Paret-Peintre        | Decathlon-AG2R La Mondiale    | + 2 h 12 min 06 s             |                               |
| 10.º                          | Gianmarco Garofoli            | Astana Qazaqstan Team         | + 2 h 16 min 36 s             |                               |

### Clasificación por equipos[7]
| Clasificación por equipos | Clasificación por equipos  | Clasificación por equipos | Clasificación por equipos |
| Equipo                    | Equipo                     | Tiempo                    |                           |
| ------------------------- | -------------------------- | ------------------------- | ------------------------- |
| 1.º                       | UAE Team Emirates          | 245 h 12 min 58 s         |                           |
| 2.º                       | Red Bull-Bora-Hansgrohe    | + 33 min 53 s             |                           |
| 3.º                       | Decathlon-AG2R La Mondiale | + 1 h 23 min 09 s         |                           |
| 4.º                       | Team Visma \| Lease a Bike | + 1 h 53 min 33 s         |                           |
| 5.º                       | Groupama-FDJ               | + 2 h 16 min 51 s         |                           |
| 6.º                       | Soudal Quick-Step          | + 2 h 28 min 28 s         |                           |
| 7.º                       | Movistar Team              | + 2 h 47 min 49 s         |                           |
| 8.º                       | Lidl-Trek                  | + 2 h 47 min 58 s         |                           |
| 9.º                       | Equipo Kern Pharma         | + 2 h 55 min 08 s         |                           |
| 10.º                      | Ineos Grenadiers           | + 3 h 18 min 42 s         |                           |

## Abandonos
Ninguno.